# 東大谷高等学校
東大谷高等学校（ひがしおおたにこうとうがっこう）は、大阪府堺市南区にある私立高等学校である。

## 概要
学校法人大谷学園が運営し、真宗大谷派を建学の理念として教育を行っている。親鸞の「みおしえ」に基づく報恩感謝の念を培うという建学の精神に則り、宗教的情操教育を通じて、知・徳・体を備えた調和ある人物の育成を目指している。
2013年に大阪府堺市南区三原台に新校舎となる泉ヶ丘キャンパスに移転し男女共学となった。旧校舎となる阿倍野キャンパスも併用していたが、2015年4月からは泉ヶ丘キャンパスのみを使用。泉ヶ丘キャンパスの校舎は、2014年に第34回大阪都市景観建築賞奨励賞を受賞した。
制服は長らく1937年制定のセーラー服であったが、2013年の泉ヶ丘移転・共学化の際に、新しく青色をモチーフにしたブレザーでストライプ柄が特徴的な制服となった（制服は本校説明会で制服候補のファッションショーを行い投票して決定）。また、東大谷の頭文字の「ｈ」をかたどったロゴマークも新しく作られ、「上昇」「無限」「加速」「成長」を意味している。
泉ケ丘駅改札を出てから徒歩13分。学校へはスクールバスが運行されている（後述）また、自転車通学も可能である。

## 沿革
1909年に真宗大谷派僧侶の左藤了秀によって、大阪市東区北久太郎町4丁目（現・中央区久太郎町4丁目）の真宗大谷派難波別院（南御堂）境内に大谷裁縫女学校が設立された。1911年に大谷女学校に改称。
1920年に御堂筋の拡幅計画が発表され、学校敷地が道路用地となった。このため、東成郡天王寺村大字天王寺字経立（現・阿倍野区共立通2丁目）に新校地を確保するとともに、高等女学校と旧制女子専門学校も新設されることとなった。
阿倍野の新校地には、1924年に大谷高等女学校（現・大谷高等学校）、1930年に大谷女子専門学校（のちの大谷女子短期大学）が設立され、1931年に大谷女学校が南御堂から移転した。1936年に高等女学校に改編され、第二大谷高等女学校に改称。1946年に東大谷高等女学校に改称。
学制改革により、1947年に新制中学校の東大谷中学校が設立され、1948年に高等女学校を新制高等学校に改編して、東大谷高等学校に改称。1976年に東大谷中学校が廃校となり、高等学校のみとなっている。
2013年に堺市南区三原台のヤングタウン跡地の一画へ移転し、男女共学となった。

### 年表
- 1909年 - 南御堂境内に大谷裁縫女学校を設立。
- 1911年 - 大谷女学校に改称。
- 1931年 - 阿部野キャンパスへ移転。
- 1936年 - 高等女学校に改編。第二大谷高等女学校に改称。
- 1946年 - 東大谷高等女学校に改称。
- 1947年 - 新制中学校の東大谷中学校を設立。
- 1948年 - 高等女学校を新制高等学校に改編。東大谷高等学校に改称。
- 1976年 - 東大谷中学校廃校。
- 2013年 - 泉ヶ丘キャンパスへ移転。男女共学化。
- 2018年 - 大阪大谷大学との９年一貫薬剤師育成プログラム設置
- 2019年 - 3年生進学コースに「選抜クラス」を設置。従来の進学コースのカリキュラムに加えより多くの演習授業を設置。関関同立・産近甲龍レベルの実力を養成する[4]（2017年より先行実施）。

## 学科
- 普通科 - 特進・国際・進学各コース
- 国際コースは、２年で第２外国語が学べる。種類は中国語、韓国・朝鮮語、スペイン語、フランス語がある。

## 交通
- 南海泉北線泉ケ丘駅より徒歩15分
- スクールバス運行

## 著名な出身者
- 高森和子 - 女優、エッセイスト
- 紅ゆずる - 元宝塚歌劇団星組トップスター
- 比奈本しおん - ギルドロップス、声優

## 関係者
- 左藤義詮 - 学校法人大谷学園理事長、学園長（二代目）。元大阪府知事、元防衛庁長官。
- 左藤恵 - 学校法人大谷学園前理事長、現学園長（四代目）。元衆議院議員、元国土庁長官、元郵政大臣、元法務大臣。

## 参照
1. ↑  “第34回 大阪まちなみ賞　受賞作品 -2014- （平成26年）”.   大阪都市景観建築賞運営委員会. 2021年2月21日閲覧。
2. ↑  どの制服になるのかな？／東大谷高校の説明会に熱気 -コミュニティ２５２５（12/06/01）
3. ↑  泉北ニュータウン内にあった勤労青少年向け単身者住宅。
4. ↑  http://www.higashiohtani.ac.jp/rs/izumigaoka/wp-content/uploads/2017/09/higashi_pharmacist2017.pdf